# Union Electric Company
L'Union Electric Company du Missouri était une compagnie d'électricité créée en 1902, qui est devenue l'une des plus grandes entreprises du S&P 500 aux États-Unis. En 1997, sa holding a fusionné avec la Central Illinois Public Service Company, pour former l'Ameren Corporation, basée à St. Louis, Missouri.

## Historique
La première incarnation de la société, l'Union Company a été fondée en 1902 à Saint-Louis dans le Missouri. Deux ans plus tard, la société est renommée Union Electric. En 1906, Union Electric Company était une action cotée en bourse et commençait à verser des dividendes aux actionnaires, qu'elle versera chaque année jusqu'à la fusion au sein d'Ameren en 1997.
En 1929, Union Electric Company est devenue une holding de la North American Company et entre en bourse. À l'époque, les filiales d'Union Electric comprenaient Union Electric Light and Power (Missouri) et Union Electric Light and Power of Illinois. En 1929, le barrage de Bagnell fut achevé sur la rivière Osage, et généra près de 175 mégawatts d'hydroélectricité pour Union Electric, en plus de créer le lac des Ozark. Le bâtiment administratif associé de Union Electric - Lakeside a été construit en 1930; il a été ajouté au registre national des lieux historiques en 1998.
Dans les années 1950, Union Electric possédait des activités gazières à Alton dans l'Illinois, et avait acquis d'autres services publics pour devenir le troisième distributeur de gaz naturel du Missouri. Jusqu'à la fusion au sein d'Ameren en 1997, Union Electric Company était cotée à la bourse de New York sous le symbole UEP.